# Publius Iuventius Celsus (Konsul 164)

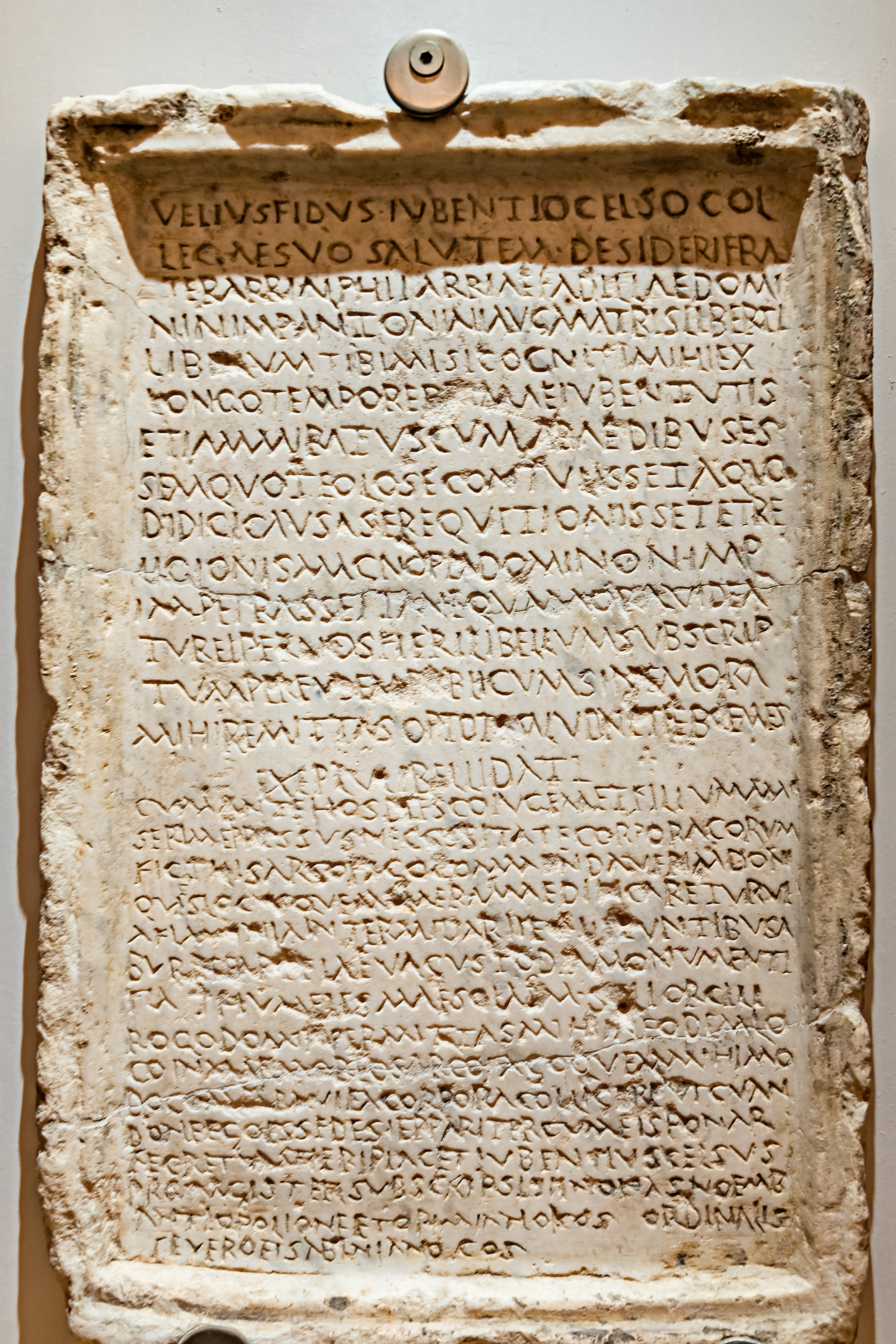
Eine Abschrift der Petition (libellus) des kaiserlichen Freigelassenen Arrius Alphius aus dem Jahr 155, die der promagister des Priesterkollegiums der pontifices genehmigte (CIL 06, 2120)

Publius Iuventius Celsus war ein römischer Politiker und Senator des 2. Jahrhunderts n. Chr.
Celsus stammte wohl aus Oberitalien, wo der Gentilname Iuventius gut verbreitet war und auch Familienmitglieder senatorischen Ranges belegt sind. Er war kaum ein Sohn, sondern vermutlich eher Enkel des Juristen Publius Iuventius Celsus Titus Aufidius Hoenius Severianus. Wahrscheinlich zwischen 161 und 163 amtierte er als Legat der kleinasiatischen Provinz Galatia. Direkt anschließend bekleidete er im Jahr 164 den ordentlichen Konsulat, wie im Jahr 129 sein Großvater, der zweifacher Konsul war. Spätere Ämter des Celsus sind nicht überliefert. Bedeutsam ist seine Tätigkeit als promagister des Priesterkollegiums der pontifices seit dem Jahr 155 (als solcher bezeugt in der Inschrift CIL 6, 2120). 